# Katedra Wniebowzięcia Najświętszej Maryi Panny w Aberdeen
Katedra Wniebowzięcia Najświętszej Maryi Panny w Aberdeen (ang. The Cathedral Church of St Mary of the Assumption, Aberdeen) – katedra rzymskokatolicka w Aberdeen (Szkocja). Główna świątynia diecezji Aberdeen. Mieści się przy Huntly Street.
Budowa świątyni zakończyła w 1860, konsekrowana w 1860. Projektantem świątyni był Alexander Ellis. Dach hełmowy i dzwony zostały dodane przez R.G. Wilsona w latach 1876–1877. Reprezentuje styl neogotycki.